# Алексеев, Борис Павлович
Бори́с Па́влович Алексе́ев (24 мая [6 июня] 1913 года — 19 декабря 1942 года) — советский лётчик-штурмовик, участник Великой Отечественной войны, заместитель командира эскадрильи 808-го штурмового авиационного полка (267-й штурмовой авиационной дивизии, 1-го смешанного авиационного корпуса, 17-й воздушной армии, Юго-Западного фронта), Герой Советского Союза (31.03.1943), младший лейтенант.

## Биография
Родился 6 июня 1913 года в городе Пермь. Русский. Окончил неполную среднюю школу и 1 курс строительного техникума, работал шофёром в Ульяновске.
В Красной армии с 1938 года. Окончил Ульяновскую школу ОСОАВИАХИМ.
В действующей армии в период Великой Отечественной войны с октября 1942 года.
19 декабря 1942 года Алексеев ведущим 4 самолётов Ил-2 в районе Боковская — Пономарёвка совершил смелый налёт на сильно укреплённый рубеж противника и большое скопление его танков. Несмотря на сплошной заградительный зенитный огонь противника и сложные метеоусловия, группа успешно наносила удары по вражеским частям, мешающим продвижению наших войск. В результате этих атак было уничтожено: 12 танков, 17 автомашин с грузом и живой силой, до 10 повозок с боеприпасами, 2 цистерны с горючим, до 2 взводов пехоты, подавлен огонь 2 зенитных батарей.
Вражеский снаряд перебил рули управления в самолёте Алексеева, вследствие чего управлять машиной стало практически невозможно. Неимоверными усилиями Алексеев не только продолжал полёт, но на протяжении всего маршрута управлял ведомыми по радио. Стремление довести свой и подчинённые ему самолёты до советской территории занимало все его мысли. И когда Алексеев сделал это, рули окончательно отказали и он погиб. По другим данным Алексеев был тяжело ранен, но сумел посадить машину на своей территории. Скончался в кабине самолёта.
За свои 20 боевых вылетов на штурмовку врага в качестве ведущего Б. П. Алексеев всегда личным примером и храбростью увлекал своих подчинённых. Лично им было уничтожено: 16 танков, 32 автомашины, 23 повозки с грузом, 7 взводов, до 15 всадников, 4 склада с боеприпасами и до роты пехоты противника.
Указом Президиума Верховного Совета СССР «О присвоении звания Героя Советского Союза начальствующему и рядовому составу Красной Армии» от 31 марта 1943 года за «образцовое выполнение боевых заданий командования на фронте борьбы с немецкими захватчиками и проявленные при этом отвагу и геройство» Борису Павловичу Алексееву посмертно было присвоено звание Героя Советского Союза.

## Награды
- Медаль «Золотая Звезда» Героя Советского Союза ХМК РФ, 2013. Ульяновская обл. Б. П. Алексеев (1913-1942)
- Орден Ленина

## Память
- На Торжественной стене у Обелиска «30 лет Победы» Ульяновска есть имя Б. П. Алексеев.
- В 2013 году вышел ХМК: Ульяновская обл. Б. П. Алексеев (1913-1942), летчик-штурмовик.

- ХМК РФ, 2013. Ульяновская обл. Б. П. Алексеев (1913-1942).
- Торжественная стена (Обелиск Славы, Ульяновск).